# Plac Wolności (Opole)

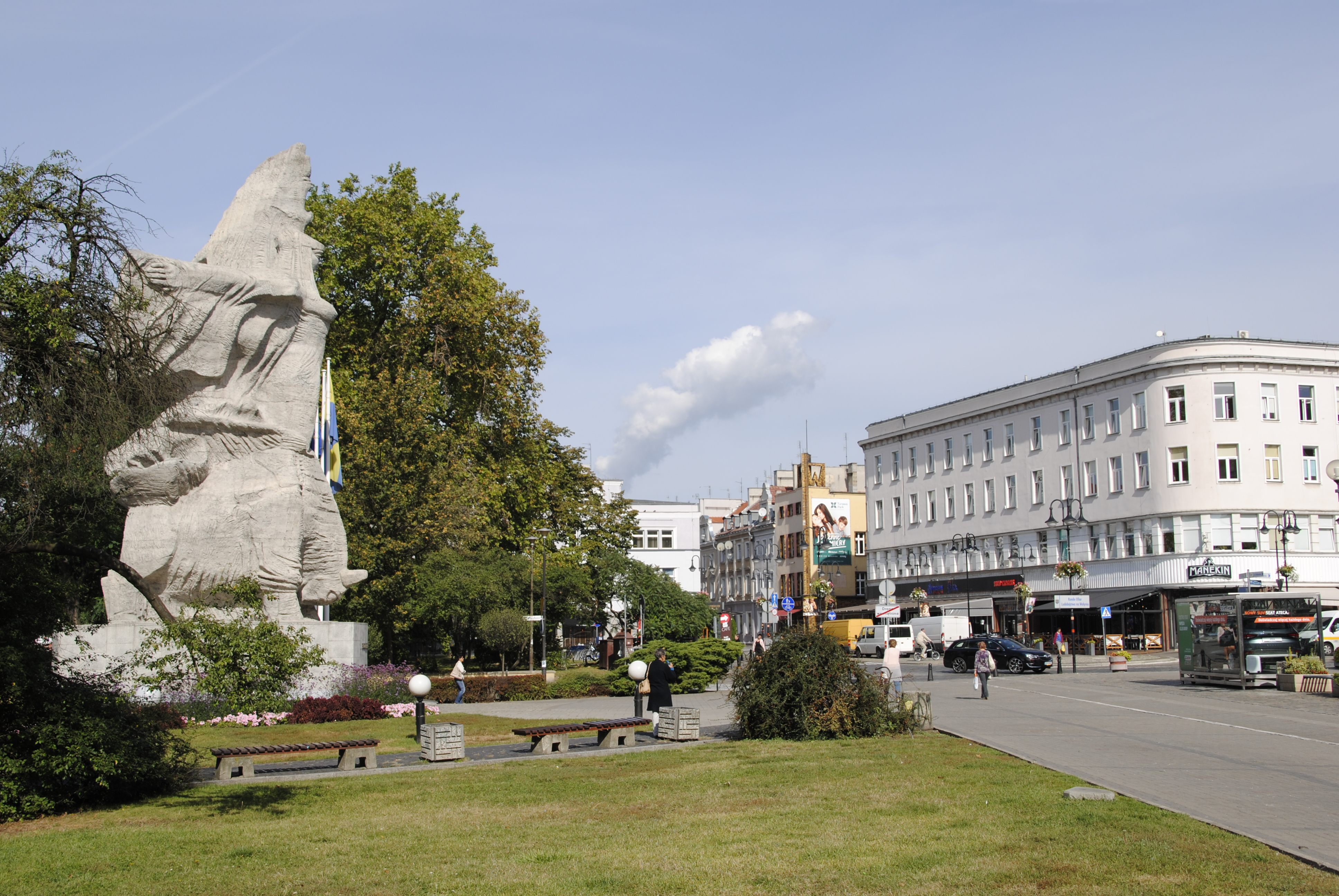
Plac Wolności mit der Oppelner Nike

Der Plac Wolności (dt. Freiheitsplatz) ist ein Platz in der Stadt Opole in Polen und befindet sich südlich der Oppelner Altstadt.

## Lage
Der Plac Wolności bildet das Ende mehrerer Straßen. Darunter fallen im Süden die Krakauer Straße (ul. Krakowska), im Westen die Wolfgang-Amadeus-Mozart-Straße (ul. Wolfganga Amadeusza Mozarta) und im Osten die Malapaner Straße (ul. Ozimska). Am Ende der Mozartstraße, die bis 1945 Promenadenstraße hieß, befindet sich die Pfennigbrücke. Der Platz beinhaltet in seinen Namen ebenfalls die angrenzende Parkanlage, welche bis zum Mühlgraben reicht.

## Geschichte

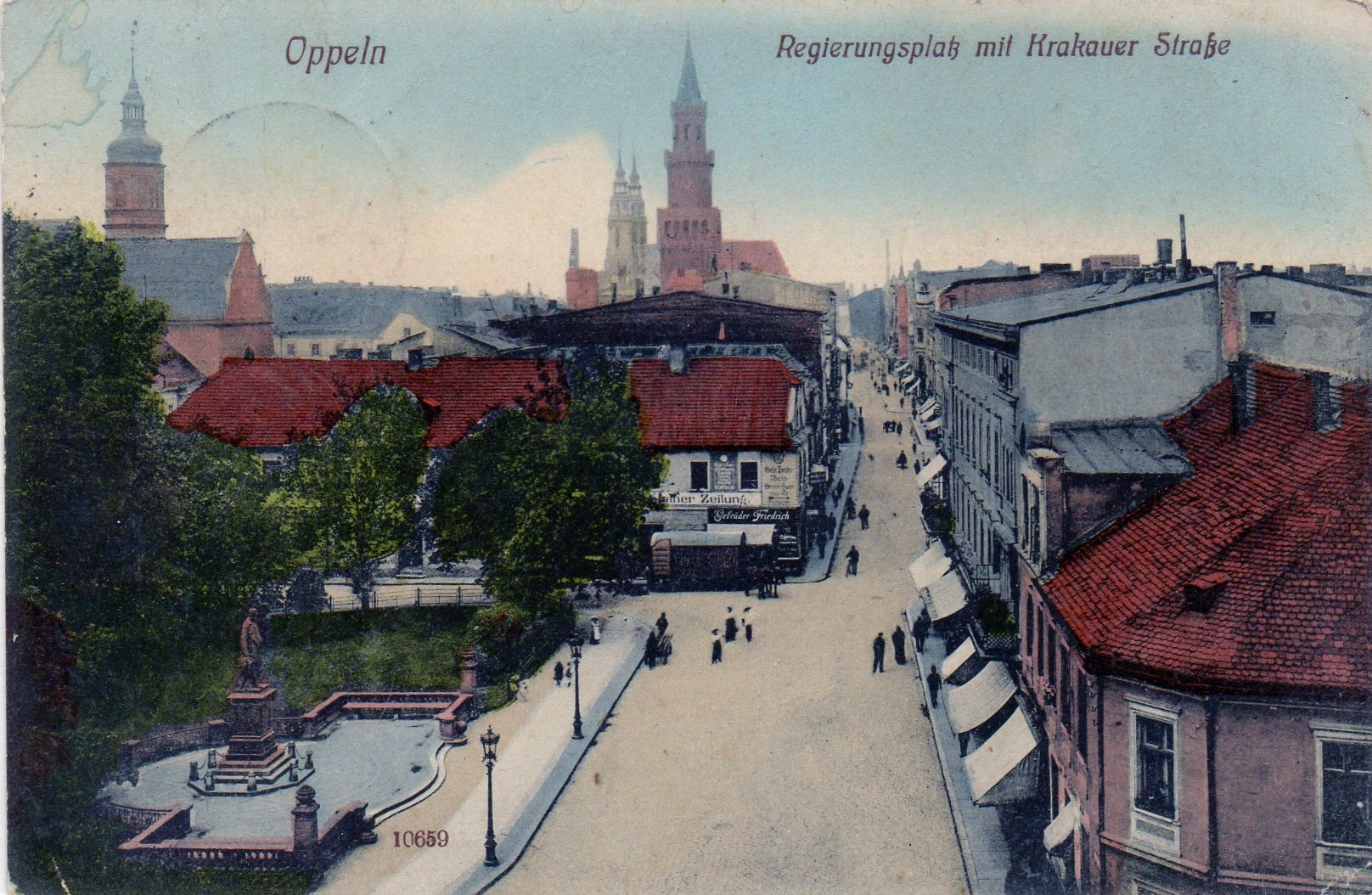
Der damalige Regierungsplatz mit der Statue von Kaiser Wilhelm I.

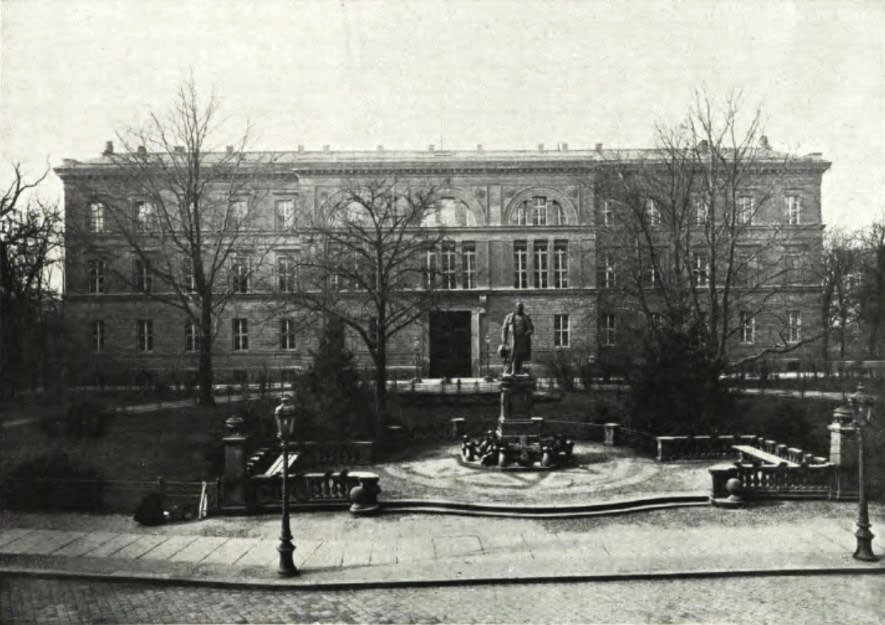
Die Alte Regierung mit Kaiser-Wilhelm-I.-Denkmal

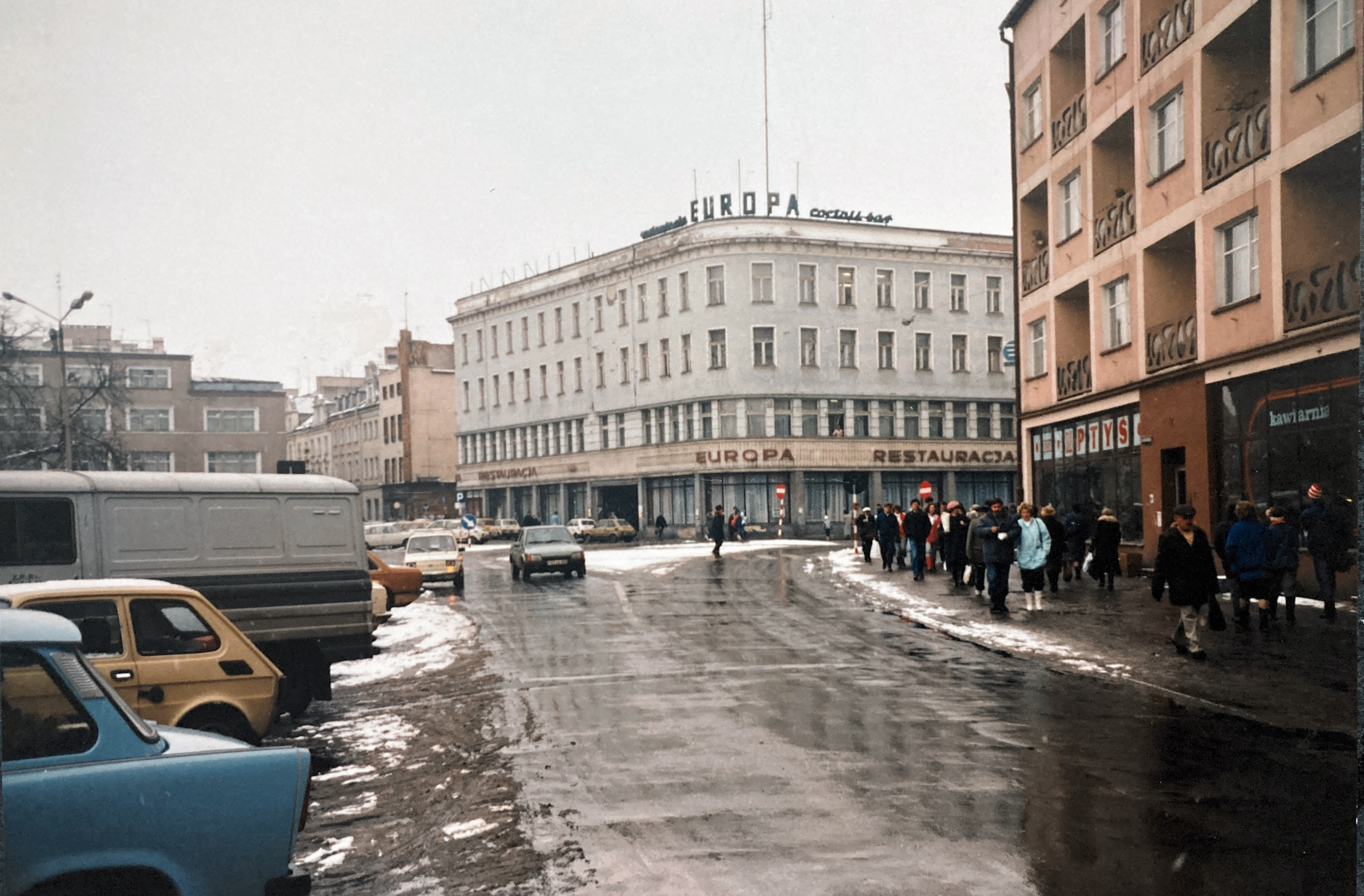
Plac Wolnosci 1990

Im Mittelalter lag der Platz außerhalb der Stadtmauer. Daher verlief auf diesem Gebiet der Schutzgraben der Stadt. Der Oppelner Herzog Nikolaus I. und seine Gemahlin ließen 1473 auf einem Grundstück am heutigen Platz mit päpstlicher Zustimmung ein Kloster für Bernhardiner-Minoriten erbauen. Eine Kirche wurde im gleichen Jahr erbaut und der Heiligen Barbara geweiht, die Schrotholzkirche St. Barbara. Diese wurde nach der Säkularisation 1811 abgebaut und an die Dorfgemeinde in Kollanowitz verkauft, wo sie noch heute steht. 
Nachdem die Mauern geschleift worden waren und sich die Bevölkerungszahl der Stadt vergrößert hatte, entstand der heutige Platz. Eines der ersten Gebäude war das alte Regierungsgebäude, das zwischen 1830 und 1833 entstand. Daher entstand auch der erste Name des Platzes, der Regierungsplatz. 1891 stellte man hier ein Standbild von Kaiser Wilhelm I. auf. Bis in die 1930er-Jahre tagte hier die oberschlesische Regierung, bis sie 1934 in das neue Regierungsgebäude auf der Pascheke-Insel zog. Danach benannte man den Platz in Annabergplatz um. 
Im Zweiten Weltkrieg wurden die Bauten rund um den Platz fast vollkommen zerstört. Das alte Regierungsgebäude wurde bis auf die Grundmauern zerstört. Ebenfalls wurde das Kaiser-Wilhelm-Denkmal und das Haus „Europa“ an der Ecke zur Malapaner Straße zerstört. Im Gegensatz zum alten Regierungsgebäude, wurde das Haus „Europa“ wieder aufgebaut. Hier befand sich daraufhin das sehr populäre Restaurant „Europa“. Auf dem ehemaligen Gelände des Regierungsgebäudes legte man einen Park an.
Im Jahr 1970 enthüllte man das Denkmal für die Kämpfer um das Polentum des Oppelner Schlesiens. Es ist auch unter dem Namen „Oppelner Nike“ bekannt. 30 Jahre später, im Jahr 2000, wurde das Denkmal Zur Verteidigung der Oppelner Woiwodschaft aufgestellt. Das Denkmal besteht aus einer Kanone in der Form des Piastenturms sowie aus einem Sockel in Form der Woiwodschaft Oppeln.
In den letzten Jahren wurde der Plac Wolności komplett saniert und umgebaut. Seit die Krakauer Straße zur Fußgängerzone umgebaut wurde, befindet sich auf ihm ein Kreisel. In der angrenzenden Parkanlage befindet sich eine von Florian Jesionowski gestaltete Fontäne, deren Form den bunten Flügeln tanzender Schmetterlinge nachempfunden ist.
Regelmäßig im Juli und August finden auf dem Platz Promenadenkonzerte statt.

## Galerie

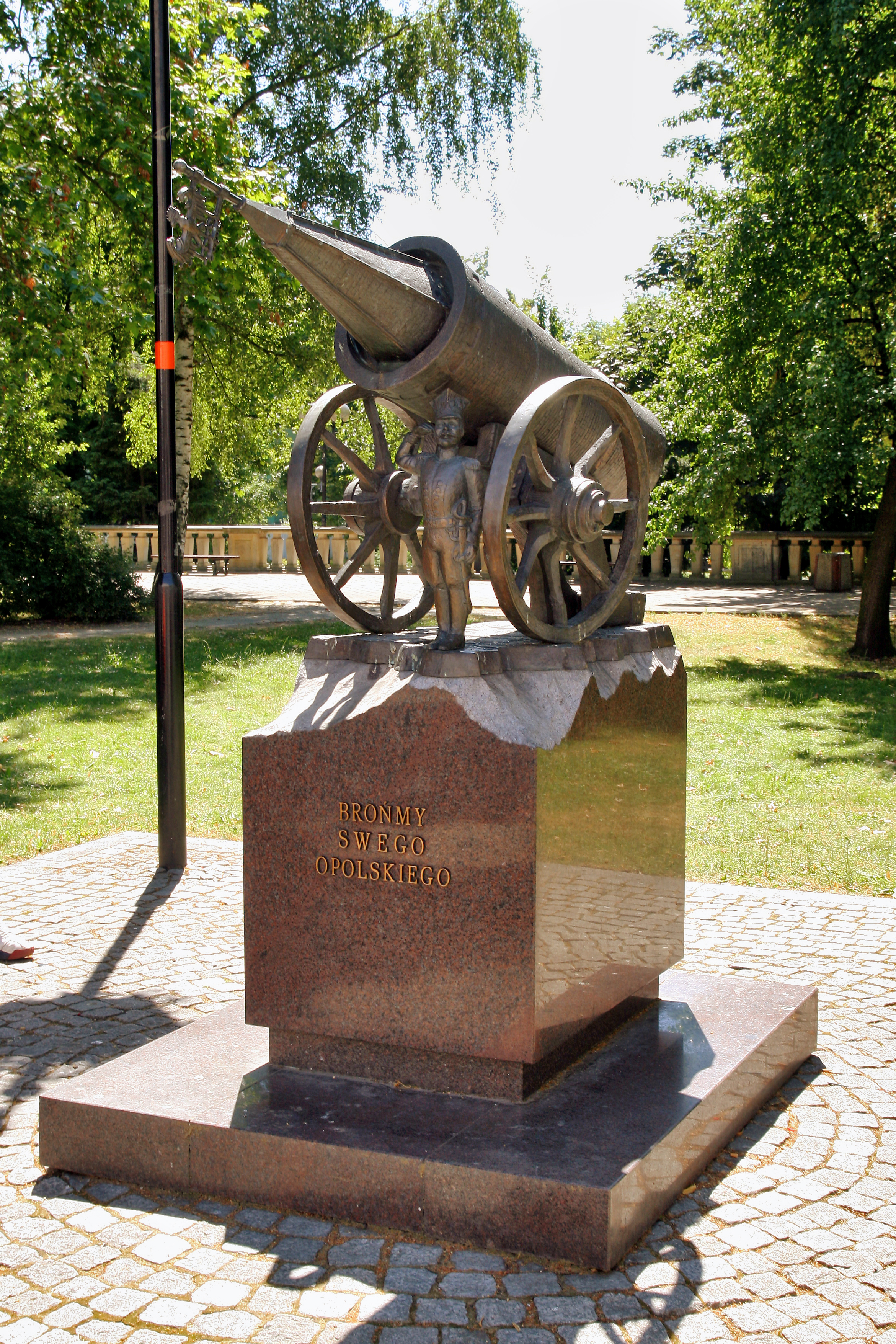
Denkmal zur Erhaltung der Woiwodschaft Oppeln
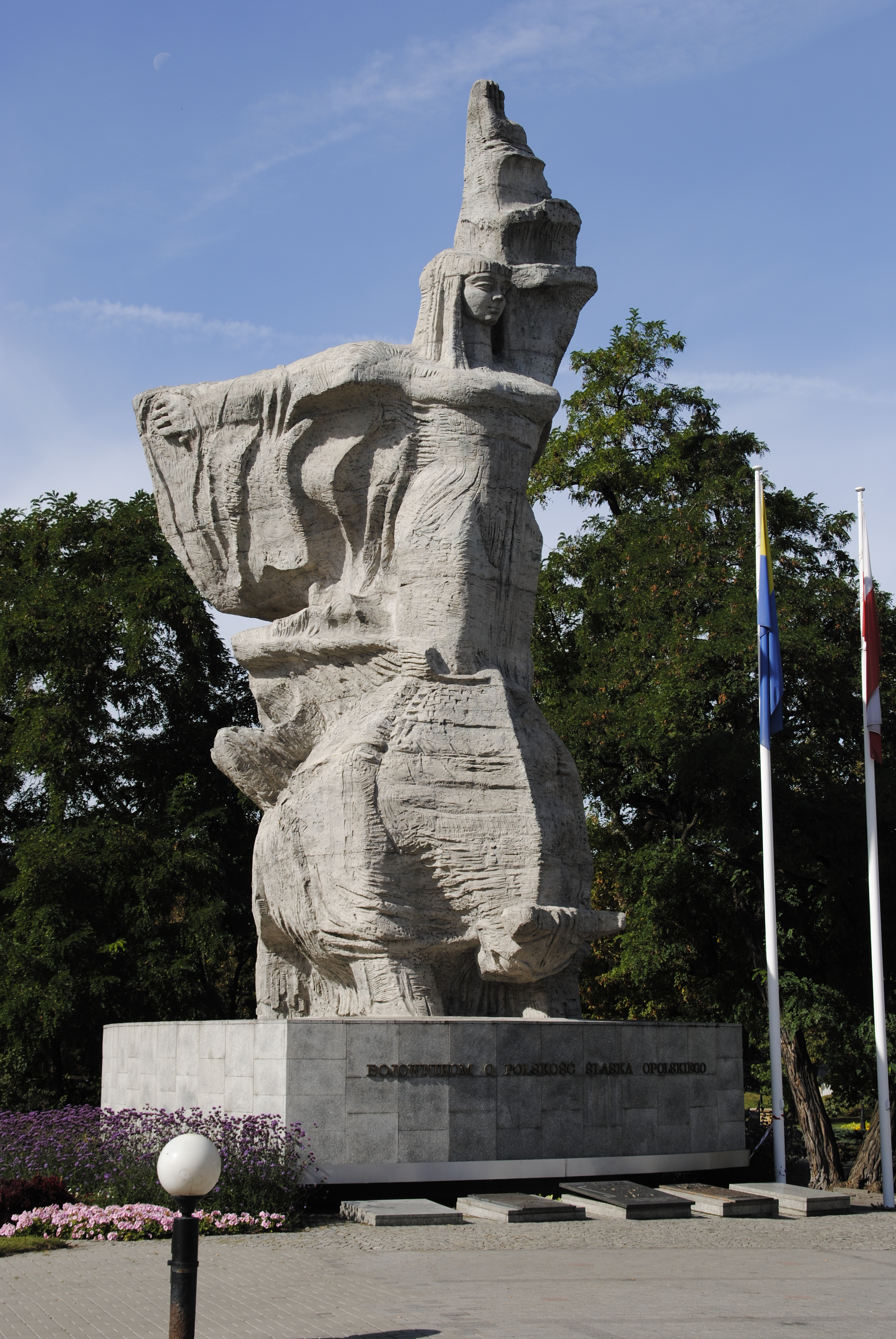
Oppelner Nike
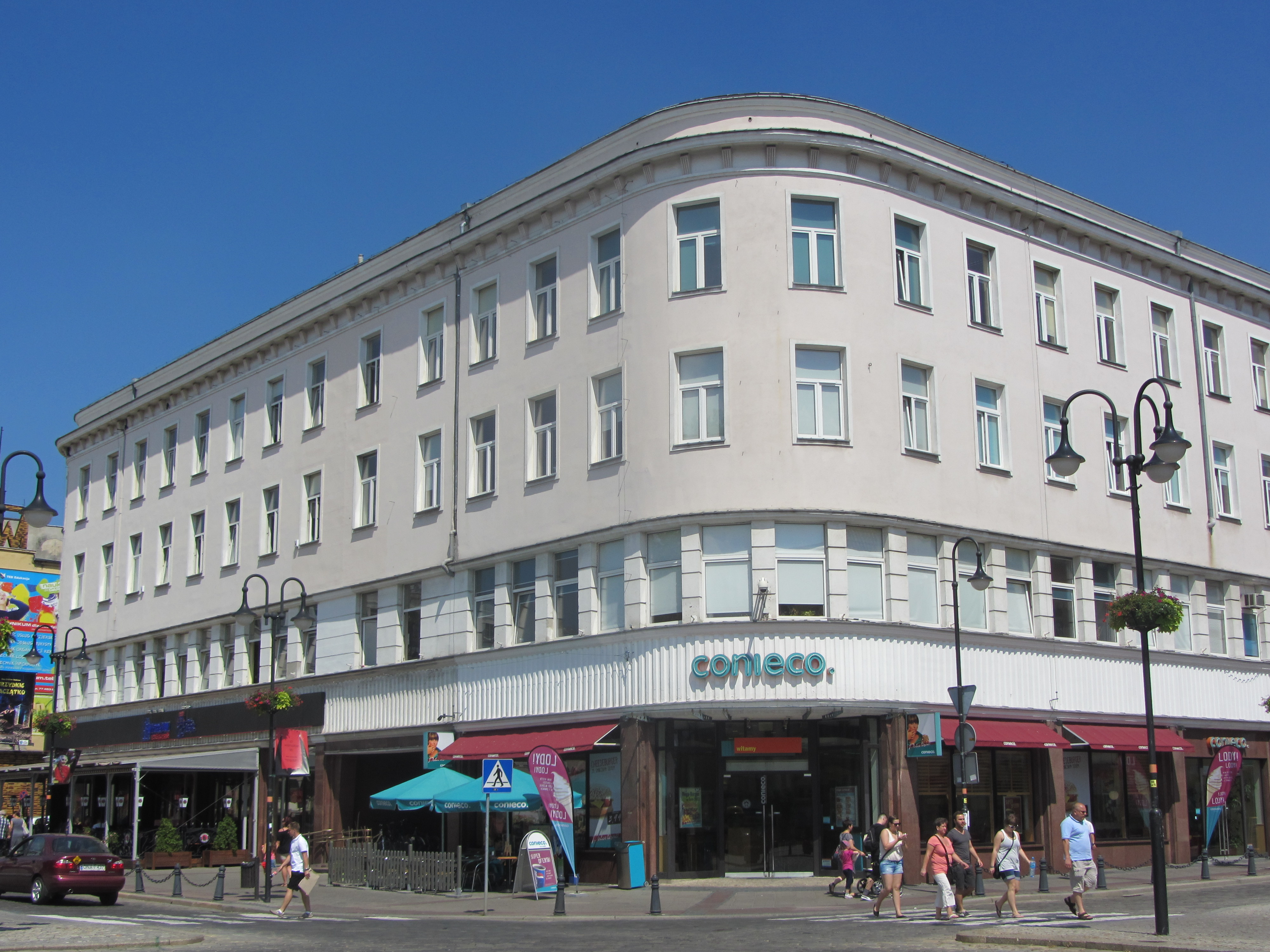
Haus Europa
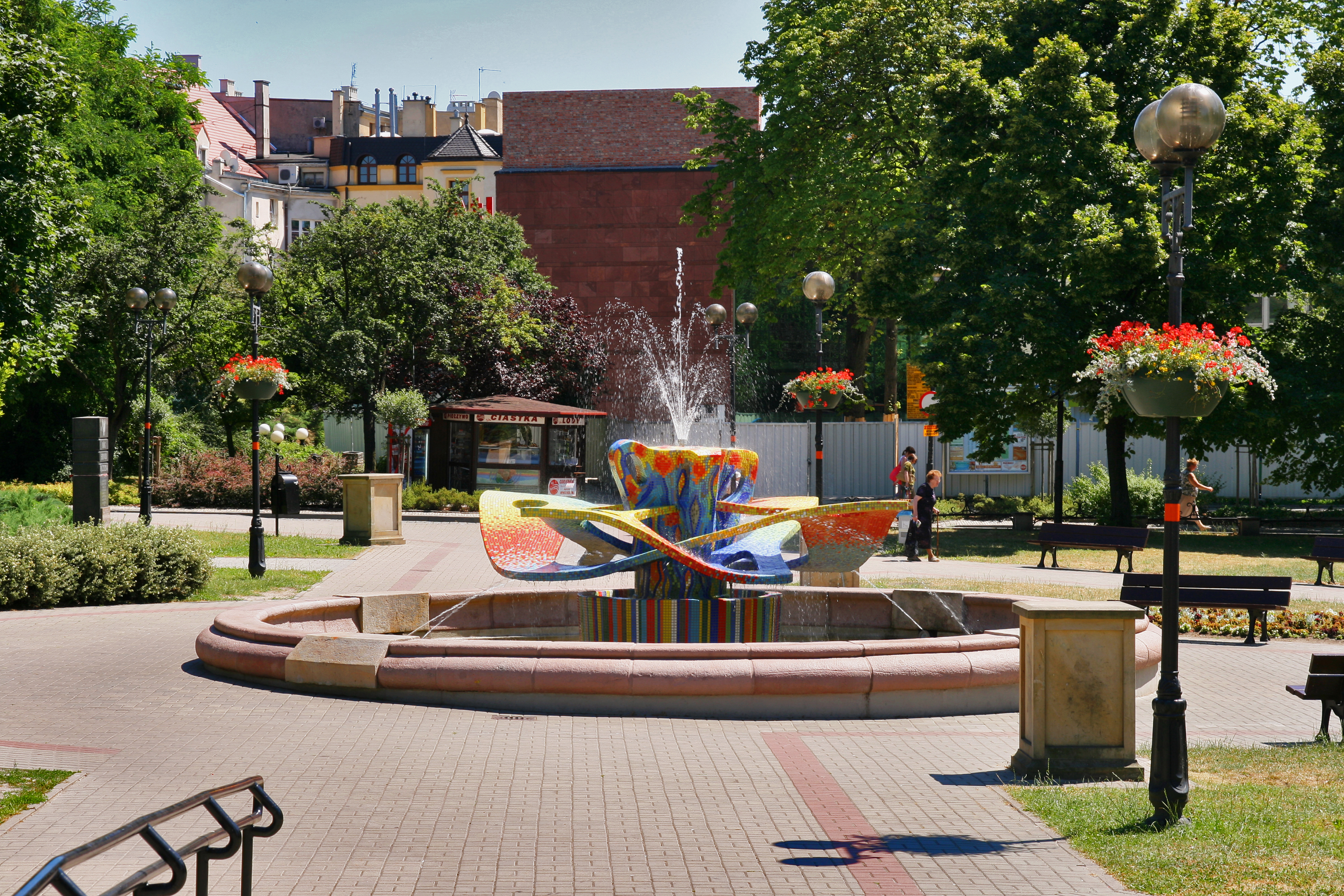
Fontäne im Park
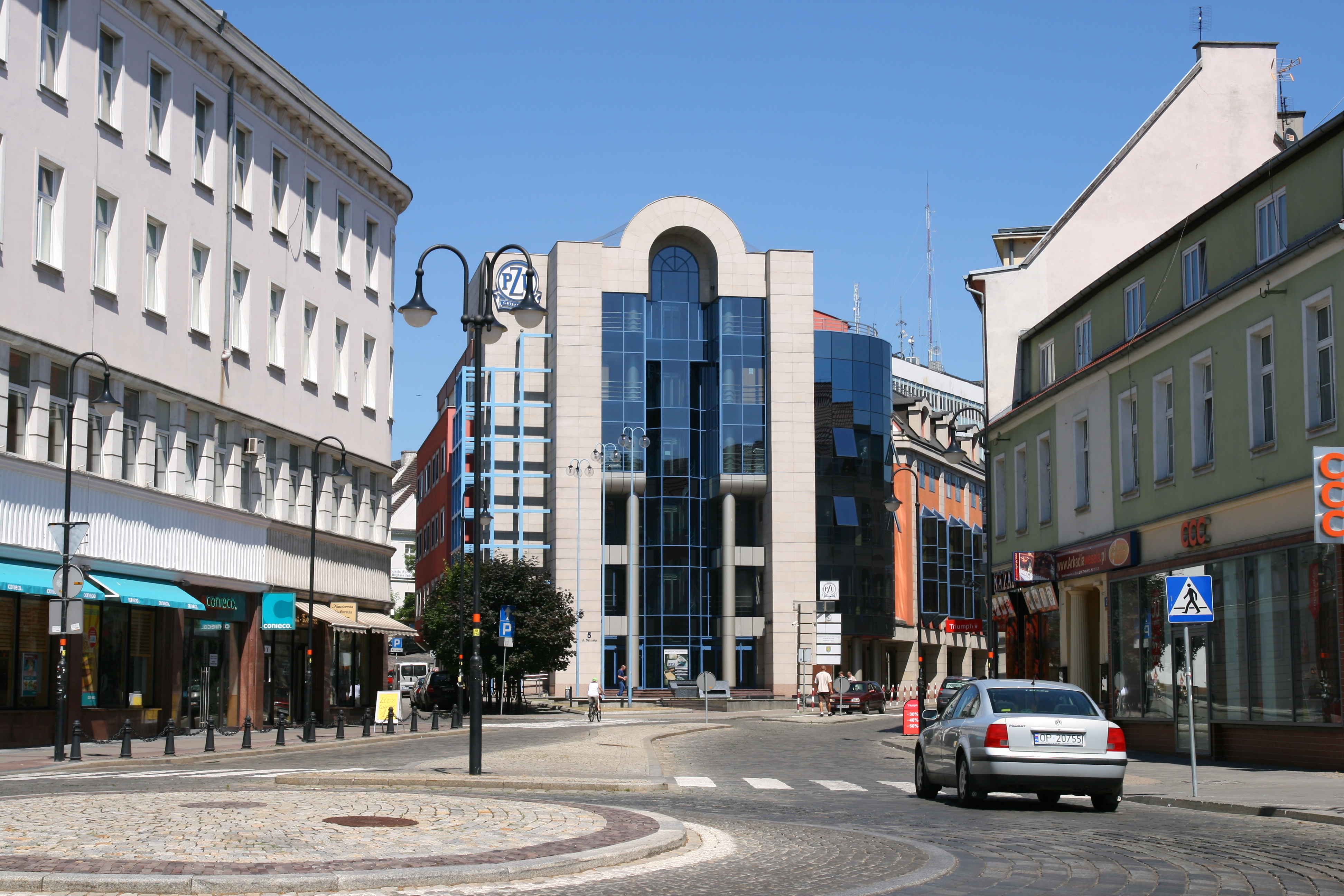
Gebäude der PZU
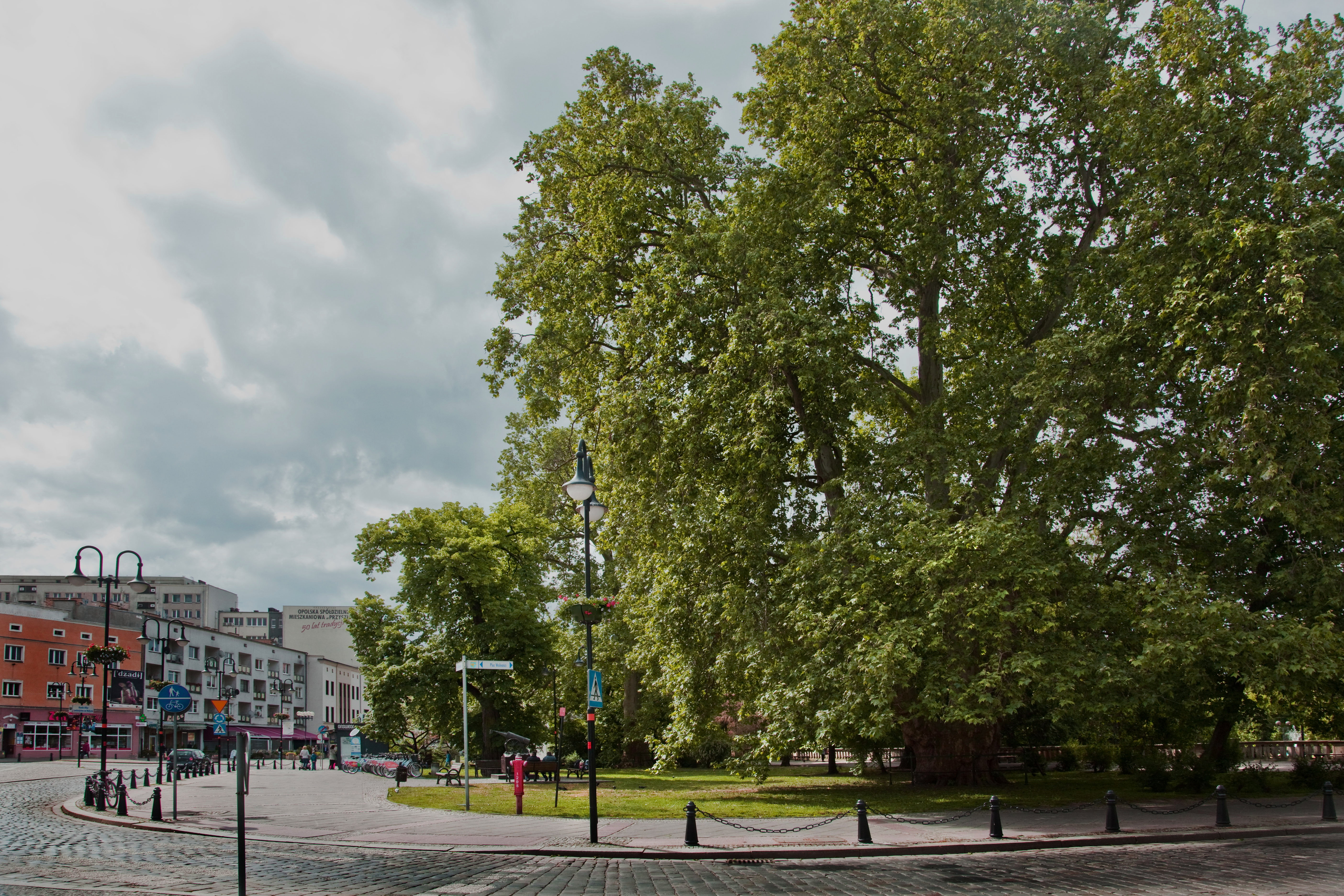
Platanen am Wolności-Platz